# Carl Faia

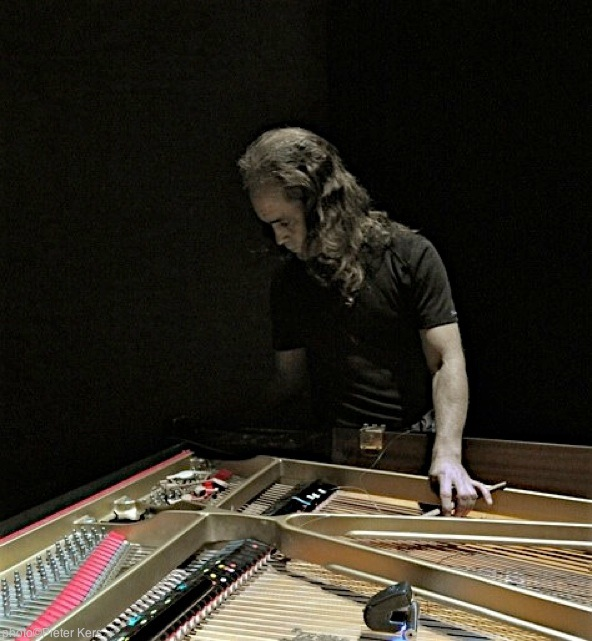
Carl Faia

Carl Faia (* 19. August 1962 in Tinker Air Force Base Oklahoma, USA) ist Komponist und Live-Elektronik-Designer.
Er absolvierte ein Kompositionsstudium bei Edward Applebaum und Peter Racine Fricker an der California Universität in Santa Barbara. Er erhielt ein Fulbright-Stipendium bei Per Norgaard und Karl Aage Rasmussen in Dänemark und absolvierte ein Studium bei Tristan Murail in Paris. Seit 1995 ist er hauptsächlich als Live-Elektronik-Designer tätig. Als solcher arbeitete er unter anderem am IRCAM in Paris und am CIRM in Nizza, wo er auch Studioleiter war.
Seit 2002 ist er Live-Elektronik-Designer und künstlerischer Mitarbeiter von Art Zoyd. Des Weiteren war er in zahlreichen Produktionen europaweiter Festivals und Studios für das Live-Elektronik-Design verantwortlich. Er arbeitete mit Komponisten wie Harrison Birtwistle, Jonathan Harvey, James Dillon, Alejandro Viñao, Luca Francesconi und anderen. Ebenso war er in vielen zeitgenössischen Musiktheaterproduktionen internationaler Institutionen wie etwa dem Forum Neues Musiktheater in Stuttgart für die Live-Elektronik verantwortlich. Als Experte der Live-Audio- und Videosoftware Max/MSP wird er regelmäßig zu Workshops und Konferenzen geladen. Er ist Mitbegründer und Künstlerischer Leiter von Lieu, einer Institution für die Entwicklung und Produktion von zeitgenössischer technologiebasierter Musik in Nizza, wo er heute lebt.